# Kreisbahn Siegen-Wittgenstein
Die KSW Kreisbahn Siegen-Wittgenstein GmbH ist eine Bahngesellschaft in Südwestfalen, die zum 1. Oktober 2004 durch Umbenennung der Siegener Kreisbahn GmbH entstand. Sie gehört heute zu 96,8 % dem Kreis Siegen-Wittgenstein und zu 3,2 % der Stadt Siegen. Sie besteht als reines Eisenbahnunternehmen weiter und betreibt auf fünf nicht zusammenhängenden, allerdings über das Netz der DB InfraGO AG verbundenen Betriebsstellen Güterverkehr:
- Industriestammgleis Kreuztal–Buschhütten
- Eintracht und Kaan-Marienborn (Eisern-Siegener Eisenbahn)
- Herdorf–Salchendorf (Freien Grunder Eisenbahn)
- Weidenau–Dreis-Tiefenbach (bis 2004 über Netphen und Deuz bis Anschluss Fa. Gräbener in Werthenbach)

Im Jahr 2006 hat die KSW den Containerbahnhof Kreuztal von der Deutschen Bahn erworben und betreibt ihn nun in eigener Verantwortung. Außerdem war sie zu einem Drittel an der HellertalBahn GmbH beteiligt, die Personenverkehr als Linie RB96 von Betzdorf über Herdorf, Neunkirchen und Haiger nach Dillenburg betrieb. Ferner betrieb sie auch den ehemaligen Oberleitungsbus Siegen; dieser verkehrte von 1941 bis 1969.

## Geschichte der Siegener Kreisbahn GmbH
| | 11,515       | Anschl Fa. Otto Wolff                                                        | Anschl Fa. Otto Wolff                                                        |
| U-Bahn-Bahnhof (Strecke außer Betrieb) | 11,500       | Kreuztal Bf Linie 1, 1927–1952                                               | Kreuztal Bf Linie 1, 1927–1952                                               |
| U-Bahn-Haltepunkt / Haltestelle (Strecke außer Betrieb) | 11,050       | Kreuztal Lohenner / Dörnbergstraße                                           | Kreuztal Lohenner / Dörnbergstraße                                           |
| U-Bahn-Kreuzung mit Eisenbahn (Strecke geradeaus außer Betrieb) |              | Straßenbrücke ab 1916                                                        | Straßenbrücke ab 1916                                                        |
| |              |                                                                              |                                                                              |
| U-Bahn-Haltepunkt / Haltestelle (Strecke außer Betrieb) | 10,420       | Buschhütten Wirtschaft Kolb Beginn 1913                                      | Buschhütten Wirtschaft Kolb Beginn 1913                                      |
| |              |                                                                              |                                                                              |
| U-Bahn-Haltepunkt / Haltestelle (Strecke außer Betrieb) | 10,150       | Gebr. Otto zuerst: Wiesenstraße                                              | Gebr. Otto zuerst: Wiesenstraße                                              |
| U-Bahn-Bahnhof (Strecke außer Betrieb) | 9,750        | Buschhütten Wagenhalle Beginn 1908                                           | Buschhütten Wagenhalle Beginn 1908                                           |
| U-Bahn-Haltepunkt / Haltestelle (Strecke außer Betrieb) | 9,300        | Buschhütten Bottenberg                                                       | Buschhütten Bottenberg                                                       |
| U-Bahn-Haltepunkt / Haltestelle (Strecke außer Betrieb) | 8,870        | Buschhütten Achenbach zuerst: Fick                                           | Buschhütten Achenbach zuerst: Fick                                           |
| U-Bahn-Abzweig mit Eisenbahn geradeaus und nach rechts (Strecke außer Betrieb)                                                                                        | 8,100        | Anschl Achenbach                                                             | Anschl Achenbach                                                             |
| U-Bahn-Haltepunkt / Haltestelle (Strecke außer Betrieb) | 8,425        | Buschhütten Charlottenstr. zuerst: Nöll                                      | Buschhütten Charlottenstr. zuerst: Nöll                                      |
| U-Bahn-Haltepunkt / Haltestelle (Strecke außer Betrieb) | 8,125        | Siegener Maschinen-Bau                                                       | Siegener Maschinen-Bau                                                       |
| U-Bahn-Abzweig mit Eisenbahn geradeaus und nach rechts (Strecke außer Betrieb)                                                                                        | 8,100        | Anschl Siemag                                                                | Anschl Siemag                                                                |
| U-Bahn-Brücke über Wasserlauf (Strecke außer Betrieb) |              | Ferndorf                                                                     | Ferndorf                                                                     |
| U-Bahn-Haltepunkt / Haltestelle (Strecke außer Betrieb) | 7,750        | Dillnhütten Ort zuerst: Gudelius                                             | Dillnhütten Ort zuerst: Gudelius                                             |
| U-Bahn-Bahnhof (Strecke außer Betrieb) | 7,550        | Dillnhütten Reuter Beginn 1904                                               | Dillnhütten Reuter Beginn 1904                                               |
| U-Bahn-Haltepunkt / Haltestelle (Strecke außer Betrieb) | 7,050        | Geisweid Bergstraße                                                          | Geisweid Bergstraße                                                          |
| |              |                                                                              |                                                                              |
| U-Bahn-Abzweig mit Eisenbahn geradeaus und nach links (Strecke außer Betrieb)                                                                                         | 7,030        | Güterbf Kreisbahn ab 1962, dann damit Streckenende hier                      | Güterbf Kreisbahn ab 1962, dann damit Streckenende hier                      |
| |              |                                                                              |                                                                              |
| U-Bahn-Bahnhof (Strecke außer Betrieb) | 6,550        | Bahnhof Geisweid Beginn Linie 2                                              | Bahnhof Geisweid Beginn Linie 2                                              |
| U-Bahn-Abzweig mit Eisenbahn geradeaus und nach halblinks (Strecke außer Betrieb)                                                                                     | 6,350        | nördlicher Anschl Güterbahnhof Geisweid                                      | nördlicher Anschl Güterbahnhof Geisweid                                      |
| U-Bahn-Haltepunkt / Haltestelle (Strecke außer Betrieb) | 6,200        | Königstraße später aufgehoben                                                | Königstraße später aufgehoben                                                |
| |              |                                                                              |                                                                              |
| U-Bahn-Haltepunkt / Haltestelle (Strecke außer Betrieb) | 6,000        | Eisenwerke nach Schließung Bremer Hütte                                      | Eisenwerke nach Schließung Bremer Hütte                                      |
| |              |                                                                              |                                                                              |
| U-Bahn-Abzweig mit Eisenbahn geradeaus und von halblinks (Strecke außer Betrieb)                                                                                      | 5,965        | südlicher Anschl Güterbahnhof Geisweid                                       | südlicher Anschl Güterbahnhof Geisweid                                       |
| U-Bahn-Haltepunkt / Haltestelle (Strecke außer Betrieb) | 5,900        | Bremer Hütte bis zu deren Schließung                                         | Bremer Hütte bis zu deren Schließung                                         |
| U-Bahn-Haltepunkt / Haltestelle (Strecke außer Betrieb) | 5,700        | Geisweid Birlenbacher Straße                                                 | Geisweid Birlenbacher Straße                                                 |
| U-Bahn-Abzweig mit Eisenbahn geradeaus und nach rechts (Strecke außer Betrieb)                                                                                        | 5,565        | Anschl Birlenbacher Hütte und SAG                                            | Anschl Birlenbacher Hütte und SAG                                            |
| U-Bahn-Haltepunkt / Haltestelle (Strecke außer Betrieb) | 5,450        | Weidenau Katholische Kirche                                                  | Weidenau Katholische Kirche                                                  |
| U-Bahn-Brücke über Wasserlauf (Strecke außer Betrieb) |              | Ferndorf                                                                     | Ferndorf                                                                     |
| U-Bahn-Haltepunkt / Haltestelle (Strecke außer Betrieb) | 5,200        | Schulstraße später aufgehoben                                                | Schulstraße später aufgehoben                                                |
| U-Bahn-Haltepunkt / Haltestelle (Strecke außer Betrieb) | 5,020        | Krankenhaus später aufgehoben                                                | Krankenhaus später aufgehoben                                                |
| U-Bahn-Haltepunkt / Haltestelle (Strecke außer Betrieb) | 4,900        | Friedrichschule später: Krankenhaus                                          | Friedrichschule später: Krankenhaus                                          |
| U-Bahn-Haltepunkt / Haltestelle (Strecke außer Betrieb) | 4,700        | Brückenstraße zuerst: Apotheke                                               | Brückenstraße zuerst: Apotheke                                               |
| U-Bahn-Haltepunkt / Haltestelle (Strecke außer Betrieb) | 4,070        | Hotel Patt später: Haardter Brücke                                           | Hotel Patt später: Haardter Brücke                                           |
| U-Bahn-Brücke über Wasserlauf (Strecke außer Betrieb) |              | Sieg                                                                         | Sieg                                                                         |
| |              |                                                                              |                                                                              |
| | 3,945        | Anschl Siegener Eisenindustrie (vom Staatsbahnhof Weidenau)                  | Anschl Siegener Eisenindustrie (vom Staatsbahnhof Weidenau)                  |
| |              |                                                                              |                                                                              |
| U-Bahn-Haltepunkt / Haltestelle (Strecke außer Betrieb) | 3,800        | Weidenau Postamt                                                             | Weidenau Postamt                                                             |
| |              |                                                                              |                                                                              |
| U-Bahn-Bahnhof (Strecke außer Betrieb) | 3,400        | Weidenau Amthaus Endhaltestelle Oberstadtbahn                                | Weidenau Amthaus Endhaltestelle Oberstadtbahn                                |
| |              |                                                                              |                                                                              |
| U-Bahn-Haltepunkt / Haltestelle (Strecke außer Betrieb) | 3,050        | Sieghütter Hauptweg bis 1945                                                 | Sieghütter Hauptweg bis 1945                                                 |
| U-Bahn-Haltepunkt / Haltestelle (Strecke außer Betrieb) | 2,900        | Sieghütte ab 1945                                                            | Sieghütte ab 1945                                                            |
| U-Bahn-Haltepunkt / Haltestelle (Strecke außer Betrieb) | 2,800        | Wirtschaft Hundt bis 1945                                                    | Wirtschaft Hundt bis 1945                                                    |
| U-Bahn-Kreuzung mit Eisenbahn (Strecke geradeaus außer Betrieb) | 2,465        | bis 1915 umgekehrt                                                           | bis 1915 umgekehrt                                                           |
| U-Bahn-Abzweig geradeaus, nach links und von links (Strecke außer Betrieb) · U-Bahn-Haltepunkt / Haltestelle (Strecke außer Betrieb)                                  | 2,410(1,840) | Kreuzweg                                                                     | Kreuzweg                                                                     |
| U-Bahn-Strecke (außer Betrieb) · U-Bahn-Haltepunkt / Haltestelle (Strecke außer Betrieb)                                                                              | (1,570)      | Hohler Weg                                                                   | Hohler Weg                                                                   |
| U-Bahn-Haltepunkt / Haltestelle (Strecke außer Betrieb) · U-Bahn-Strecke (außer Betrieb)                                                                              | 2,250        | Kaisergarten                                                                 | Kaisergarten                                                                 |
| U-Bahn-Strecke (außer Betrieb) · U-Bahn-Haltepunkt / Haltestelle (Strecke außer Betrieb)                                                                              | (1,100)      | Giersbergstraße                                                              | Giersbergstraße                                                              |
| |              |                                                                              |                                                                              |
| U-Bahn-Haltepunkt / Haltestelle (Strecke außer Betrieb) · U-Bahn-Strecke (außer Betrieb)                                                                              | 1,950        | Badeanstalt (Mühlengrabenstraße) später aufgehoben                           | Badeanstalt (Mühlengrabenstraße) später aufgehoben                           |
| |              |                                                                              |                                                                              |
| U-Bahn-Strecke (außer Betrieb) · U-Bahn-Haltepunkt / Haltestelle (Strecke außer Betrieb)                                                                              | (0,790)      | Marburger Straße                                                             | Marburger Straße                                                             |
| |              |                                                                              |                                                                              |
| U-Bahn-Haltepunkt / Haltestelle (Strecke außer Betrieb) | 1,750(0,745) | Emilienstraße Wagenhalle Scheitelpunkt Oberstadtbahn                         | 284,90 m                                                                     |
| |              |                                                                              |                                                                              |
| U-Bahn-Strecke (außer Betrieb) · U-Bahn-Haltepunkt / Haltestelle (Strecke außer Betrieb)                                                                              | (0,600)      | Marktplatz                                                                   | Marktplatz                                                                   |
| U-Bahn-Strecke (außer Betrieb) · U-Bahn-Haltepunkt / Haltestelle (Strecke außer Betrieb)                                                                              | (0,500)      | Rathaus                                                                      | Rathaus                                                                      |
| U-Bahn-Haltepunkt / Haltestelle (Strecke außer Betrieb) · U-Bahn-Strecke (außer Betrieb)                                                                              | 1,500        | Juliusstraße später: Hindenburgbrücke                                        | Juliusstraße später: Hindenburgbrücke                                        |
| U-Bahn-Strecke (außer Betrieb) · U-Bahn-Haltepunkt / Haltestelle (Strecke außer Betrieb)                                                                              | (0,340)      | Poststraße                                                                   | Poststraße                                                                   |
| U-Bahn-Strecke (außer Betrieb) · U-Bahn-Haltepunkt / Haltestelle (Strecke außer Betrieb)                                                                              | (0,220)      | Schulplatz                                                                   | Schulplatz                                                                   |
| |              |                                                                              |                                                                              |
| U-Bahn-Strecke von links (außer Betrieb) · U-Bahn-Abzweig geradeaus, nach rechts und von rechts (Strecke außer Betrieb) · U-Bahn-Strecke (außer Betrieb)              |              | Rundverkehr Hindenburgstraße ab 1949 gesamter ÖPNV                           | Rundverkehr Hindenburgstraße ab 1949 gesamter ÖPNV                           |
| |              |                                                                              |                                                                              |
| U-Bahn-Strecke (außer Betrieb) · U-Bahn-Haltepunkt / Haltestelle (Strecke außer Betrieb) · U-Bahn-Strecke (außer Betrieb)                                             | 1,250        | Friedrichstraße                                                              | Friedrichstraße                                                              |
| |              |                                                                              |                                                                              |
| U-Bahn-Haltepunkt / Haltestelle (Strecke außer Betrieb) · U-Bahn-Abzweig geradeaus und von links (Strecke außer Betrieb) · U-Bahn-Strecke nach rechts (außer Betrieb) | 1,200(0,000) | Siegen Bf Linien 3 und 4 \| 1 und 2 Abzw Kölner Tor                          | Siegen Bf Linien 3 und 4 \| 1 und 2 Abzw Kölner Tor                          |
| |              |                                                                              |                                                                              |
| U-Bahn-Abzweig nach links und von links (Strecke außer Betrieb) · U-Bahn-Abzweig geradeaus, nach rechts und von rechts (Strecke außer Betrieb)                        |              | (Bahnhofstraße, Siegbrücke)                                                  | 237,50 m                                                                     |
| |              |                                                                              |                                                                              |
| U-Bahn-Kopfbahnhof Streckenende (Strecke außer Betrieb) · U-Bahn-Strecke (außer Betrieb)                                                                              | +0,350       | Siegen Bf am Haupteingang, Dez. 1905–1949                                    | Siegen Bf am Haupteingang, Dez. 1905–1949                                    |
| |              |                                                                              |                                                                              |
| U-Bahn-Haltepunkt / Haltestelle (Strecke außer Betrieb) | 1,050        | Siegbrücke / Koblenzer Straße                                                | Siegbrücke / Koblenzer Straße                                                |
| U-Bahn-Haltepunkt / Haltestelle (Strecke außer Betrieb) | 0,825        | Wilhelmstraße / Wirtschaft Koch                                              | Wilhelmstraße / Wirtschaft Koch                                              |
| |              |                                                                              |                                                                              |
| U-Bahn-Abzweig geradeaus, nach links und von links (Strecke außer Betrieb)                                                                                            |              | Abzw Wilhelmstraße („Kochs Ecke“) Linie 4 n. / Gütergleis v. Kaan-Marienborn | Abzw Wilhelmstraße („Kochs Ecke“) Linie 4 n. / Gütergleis v. Kaan-Marienborn |
| |              |                                                                              |                                                                              |
| U-Bahn-Haltepunkt / Haltestelle (Strecke außer Betrieb) | 0,565        | Leimbachstraße                                                               | Leimbachstraße                                                               |
| U-Bahn-Haltepunkt / Haltestelle (Strecke außer Betrieb) | 0,430        | Hammerstraße                                                                 | Hammerstraße                                                                 |
| U-Bahn-Haltepunkt / Haltestelle (Strecke außer Betrieb) | 0,320        | Parkstraße                                                                   | Parkstraße                                                                   |
| Strecke von rechts und von halblinks |              | ESE von Siegen Hbf                                                           | ESE von Siegen Hbf                                                           |
| |              |                                                                              |                                                                              |
| Bahnhof Streckenende und Streckenende | 0,0008,100   | Bahnhof Eintracht Endstation mit An- schluss 1904; 1947–1956 weiter Linie 3  | Bahnhof Eintracht Endstation mit An- schluss 1904; 1947–1956 weiter Linie 3  |
| |              |                                                                              |                                                                              |
| |              |                                                                              |                                                                              |
| |              | Anschl Röhrenwerk Flender GmbH erst 201x neben die Straße verlegt            |                                                                              |
| |              |                                                                              |                                                                              |
| Betriebsstelle Streckenende · U-Bahn-Haltepunkt / Haltestelle | 7,520        | Rinsenau                                                                     | Rinsenau                                                                     |
| U-Bahn-Haltepunkt / Haltestelle (Strecke außer Betrieb) | 6,625        | Pützhorn zwischenzeitlich: Schallex                                          | Pützhorn zwischenzeitlich: Schallex                                          |
| U-Bahn-Haltepunkt / Haltestelle (Strecke außer Betrieb) | 6,000        | Eiserfeld Hengsbach                                                          | Eiserfeld Hengsbach                                                          |
| U-Bahn-Haltepunkt / Haltestelle (Strecke außer Betrieb) | 5,410        | Eiserfeld Siegboot                                                           | Eiserfeld Siegboot                                                           |
| U-Bahn-Abzweig mit Eisenbahn geradeaus und nach rechts (Strecke außer Betrieb)                                                                                        |              | Übergabe Eiserfeld                                                           | Übergabe Eiserfeld                                                           |
| U-Bahn-Bahnhof (Strecke außer Betrieb) | 4,650        | Eiserfeld Bf                                                                 | Eiserfeld Bf                                                                 |
| U-Bahn-Haltepunkt / Haltestelle (Strecke außer Betrieb) | 4,000        | Eiserfeld Post                                                               | Eiserfeld Post                                                               |
| U-Bahn-Abzweig mit Eisenbahn geradeaus und nach rechts (Strecke außer Betrieb)                                                                                        |              | Anschl Gbf Reinhold Forster                                                  | Anschl Gbf Reinhold Forster                                                  |
| U-Bahn-Haltepunkt / Haltestelle (Strecke außer Betrieb) | 3,440        | Eiserfeld Ort                                                                | Eiserfeld Ort                                                                |
| U-Bahn-Abzweig mit Eisenbahn geradeaus und von rechts (Strecke außer Betrieb)                                                                                         |              | vom Gbf Reinhold Forster                                                     | vom Gbf Reinhold Forster                                                     |
| U-Bahn-Haltepunkt / Haltestelle (Strecke außer Betrieb) | 2,650        | Eiserfeld Rau                                                                | Eiserfeld Rau                                                                |
| |              |                                                                              |                                                                              |
| U-Bahn-Haltepunkt / Haltestelle (Strecke außer Betrieb) | 2,175        | Eiserfeld Thomas zuerst: Eiserfelder Hütte                                   | Eiserfeld Thomas zuerst: Eiserfelder Hütte                                   |
| |              |                                                                              |                                                                              |
| U-Bahn-Bahnhof (Strecke außer Betrieb) | 1,500        | Kohlenbach                                                                   | Kohlenbach                                                                   |
| U-Bahn-Kopfbahnhof Streckenende (Strecke außer Betrieb) | 0,000        | Eisern                                                                       | Eisern                                                                       |

| U-Bahn-Strecke von links (außer Betrieb) · U-Bahn-Abzweig geradeaus, nach rechts und von rechts (Strecke außer Betrieb)  |            | Rundverkehr etc. s.o.                                   | Rundverkehr etc. s.o.               |
| U-Bahn-Strecke (außer Betrieb) · U-Bahn-Haltepunkt / Haltestelle (Strecke außer Betrieb)                                 | 1,250      | Friedrichstraße                                         | Friedrichstraße                     |
| U-Bahn-Haltepunkt / Haltestelle (Strecke außer Betrieb) · U-Bahn-Strecke geradeaus (außer Betrieb)                       |            | Siegen Bf Linien 3 und 4 \| 1 und 2                     | Siegen Bf Linien 3 und 4 \| 1 und 2 |
| U-Bahn-Strecke nach links (außer Betrieb) · U-Bahn-Abzweig geradeaus, nach rechts und von rechts (Strecke außer Betrieb) |            | (Bahnhofstraße, Siegbrücke)                             | (Bahnhofstraße, Siegbrücke)         |
| U-Bahn-Haltepunkt / Haltestelle (Strecke außer Betrieb)                                                                  | 1,050      | Siegbrücke / Koblenzer Straße                           | Siegbrücke / Koblenzer Straße       |
| U-Bahn-Haltepunkt / Haltestelle (Strecke außer Betrieb)                                                                  | 0,825      | Wilhelmstraße / Wirtschaft Koch                         | Wilhelmstraße / Wirtschaft Koch     |
| |            |                                                         |                                     |
| U-Bahn-Abzweig geradeaus, nach rechts und von rechts (Strecke außer Betrieb)                                             | 0,8300,965 | Abzw Wilhelmstraße Linie 3 n. / Gütergleis v. Eintracht | 236,60 m                            |
| |            |                                                         |                                     |
| U-Bahn-Haltepunkt / Haltestelle (Strecke außer Betrieb)                                                                  | 1,350      | Löhrtor                                                 | Löhrtor                             |
| U-Bahn-Haltepunkt / Haltestelle (Strecke außer Betrieb)                                                                  | 1,870      | Lindenberg heute: Schleifmühlchen                       | Lindenberg heute: Schleifmühlchen   |
| U-Bahn-Dienststation / Betriebs- oder Güterbahnhof (Strecke außer Betrieb)                                               |            | Hain                                                    | Hain                                |
| U-Bahn-Haltepunkt / Haltestelle (Strecke außer Betrieb)                                                                  | 2,350      | Gontermann-Peipers                                      | Gontermann-Peipers                  |
| U-Bahn-Haltepunkt / Haltestelle (Strecke außer Betrieb)                                                                  | 2,650      | Blumenstraße                                            | Blumenstraße                        |
| U-Bahn-Haltepunkt / Haltestelle (Strecke außer Betrieb)                                                                  | 3,070      | Hessische Straße                                        | Hessische Straße                    |
| U-Bahn-Haltepunkt / Haltestelle (Strecke außer Betrieb)                                                                  | 3,530      | Bahnhof Siegen-Ost                                      | Bahnhof Siegen-Ost                  |
| U-Bahn-Kopfbahnhof Streckenende (Strecke außer Betrieb)                                                                  | 4,150      | Kaan-Marienborn                                         | 258,00 m                            |

### Anfänge als elektrische Kleinbahn im Mischbetrieb
Die Siegener Kreisbahn wurde vom Landkreis Siegen am 6. März 1903 als regelspurige Kleinbahn gegründet. Als die Stadt Siegen kreisfrei wurde, wandelte man den kommunalen Eigenbetrieb am 31. Januar 1925 in eine GmbH um, an welcher der Kreis mit 60 % und die Stadt Siegen mit 40 % beteiligt waren. Der Betrieb wurde bis 1927 von der Kreisbahn geführt, ab 1927 durch die RWE.
Die Bestrebungen, im dicht besiedelten Siegtal zwischen Siegen und Kreuztal eine so genannte Chausseebahn einzurichten, gehen schon auf die 1890er Jahre zurück. Da dieses Projekt nicht umgesetzt wurde, beschloss der Kreis, zwischen Siegen und Kreuztal eine Kleinbahn einzurichten. Am 12. Januar 1900 beschloss der Magistrat der Stadt Siegen, ein Elektrizitätswerk zu bauen. Daraufhin beschloss der Kreistag am 13. April 1901 den Bau einer eingleisigen Kleinbahn zwischen Siegen und Geisweid. Da man späteren Güterverkehr auf der Strecke nicht ausschließen wollte, entschied man sich für die Regelspur. Die Bahn erhielt am 6. März 1903 eine Konzession für die Dauer von 50 Jahren zum Bau und Betrieb einer elektrischen Kleinbahn. Der Bau erfolgte durch die Firma Siemens&Schuckert.
Die Strecke begann in Siegen am Bahnhof Eintracht und führte über Kochs Ecke, die Sandstraße, Weidenau und Geisweid nach Buschhütten. Da die Reichsbahn in Geisweid eine Kreuzung untersagt hatte, wurde dort eine Überführung für die Straßenbahn hergestellt. Durch den Neubau der Königsstraße in Geisweid konnten zwei weitere Brückenbauten an der Unteren und Oberen Kaiserstraße vermieden werden. Am 20. Oktober 1904 fand eine Probefahrt statt und am 12. November 1904 wurde der Betrieb aufgenommen. Die Jungfernfahrt der Straßenbahn datiert vom 15. November 1904. Nachdem am 27. November 1904 eine Gleisverbindung zur Eisern-Siegener Eisenbahn AG geschaffen wurde, konnte der Betrieb bis zum Bahnhof Eintracht aufgenommen werden.  Am 15. Dezember 1905 wurde vom Kölner Tor eine Verbindung zum Südbahnhof, dem heutigen Hauptbahnhof, geschaffen. Eine weitere Verlängerung folgte am 1. November 1908 von Buschhütten nach Langenau (beide heute Stadtteile von Kreuztal).

#### Oberstadtbahn
1903 war auch der Bau einer Strecke durch die Siegener Oberstadt beschlossen worden. Da sich der Bau aufgrund der großen Steigung als problematisch erwies, verzichtete man zunächst auf diese Strecke. Die Gleise für diese Strecke wurden ab dem Kölner Tor durch die Kölner Straße mit 9 % Steigung bis zum Schulplatz verlegt. Dort bog man nach rechts in die (heute: Alte) Poststraße ab, um an deren Ende wiederum nach links in die Löhrstraße abzubiegen. Die Löhrstraße traf dann am Kornmarkt wieder auf die Kölner Straße. Am Kornmarkt wurde vor dem Rathaus um das Kaiser-Wilhelm-Denkmal eine Schleife verlegt, um mit dieser künstlichen S-Kurve die Strecke zu verlängern, da man der 12-%-Steigung der Kölner Straße mit der damaligen Technik nicht folgen konnte. Am oberen Ende des Kornmarktes traf die Strecke wieder auf die Kölner Straße, verlief weiter in der Marburger Straße, anschließend durch die Giersbergstraße und durch die Straße Hohler Weg. Dort stieß sie wieder auf die Talstrecke. Auf der am 11. Juni 1910 in Betrieb genommenen Strecke war die Geschwindigkeit auf 10 km/h beschränkt. Da die Auslastung sehr gering war, wurde aufgrund der Personalknappheit zu Beginn des Ersten Weltkrieges diese Strecke wieder stillgelegt.

#### 1919–1945
Am 11. Juni 1926 wurde die Strecke von Langenau um 1,1 Kilometer bis Kreuztal verlängert. Ab 1929 wurden bei der Bahn zahlreiche Modernisierungen durchgeführt. Es wurden vollkommen neue Triebwagen angeschafft und in der Emilienstraße wurde eine neue Wagenhalle gebaut. Die Geschwindigkeit der Wagen betrug nun 50 km/h anstelle der 20 km/h der alten Wagen.
Die Luftangriffe des Zweiten Weltkrieges in den Jahren 1944 und 1945 führten zu erheblichen Schäden an den Gleisanlagen und den Oberleitungen. Der Verkehr wurde am 15. März 1945 komplett eingestellt. Um die Zerstörung des kompletten Fahrzeugbestandes zu verhindern, wurden sie einzeln auf der Strecke abgestellt.

#### Wiederaufnahme des Betriebs nach dem Zweiten Weltkrieg
Nachdem die Fahrzeuge durch die Alliierten in dem stark beschädigten Depot in der Emilienstraße zusammengezogen waren, begann ab dem 25. Juni 1945 der Wiederaufbau. Als erstes wurde der Abschnitt zwischen Weidenau und Langenau wieder in Betrieb genommen. Am 11. Juli 1945 folgte der Abschnitt zwischen Weidenau und der Siegbrücke auf der Höhe des Hotels Patt. Nachdem die Kreisbahn die Brücke bis zum November 1945 auf eigene Kosten wieder aufgebaut hatte, verkehrte die Bahn wieder bis zum Bahnhof Eintracht. Im Januar 1946 konnte der Verkehr bis Kreuztal verlängert werden. Als 1947 schließlich die Siegbrücke an der Hindenburgstraße und 1949 an der Bahnhofstraße wiederhergestellt war, konnte die Anbindung des Hauptbahnhofs in Siegen als Rundverkehr in Betrieb gehen.
Zum 1. Januar 1947 pachtete die Siegener Kreisbahn GmbH die Strecke der Eisern-Siegener Eisenbahn AG. Nachdem man die 8,2 Kilometer lange Strecke elektrifiziert hatte, konnte am 30. Oktober 1947 der Straßenbahnverkehr zwischen dem Bahnhof Eintracht und Eisern aufgenommen werden.
Ab dem 8. Dezember 1947 wurde auch die 4,1 Kilometer lange Strecke zwischen Bahnhof Eintracht und Kaan-Marienborn mit elektrischen Personenzügen der Siegener Kreisbahn bedient, bis am 1. Oktober 1948 auch hier elektrische Straßenbahnfahrzeuge eingesetzt werden konnten.
Gegen Ende des Jahres 1947 erhielten die Bahnen erstmals eine Nummerierung. Es verkehrten vier Linien im 20-Minuten-Takt:
1 Siegen Hauptbahnhof–Kreuztal
2 Siegen Hauptbahnhof–Geisweid
3 Siegen Hauptbahnhof–Eiserfeld–Eisern
4 Siegen Hauptbahnhof–Kaan-Marienborn
Die Linien erreichten den Siegener Hauptbahnhof dabei im erwähnten Rundverkehr über die Hindenburgstraße und verließen ihn über die Bahnhofstraße. Die Siegener Kreisbahn hatte damit mit 30,7 Linienkilometern auf 23,9 Kilometern Gleis ihre maximale Ausdehnung erreicht. 

#### Umstellung der Straßenbahn auf Obus
(Vgl. auch Oberleitungsbus Siegen.)
1950 beschloss der Kreis Siegen, die Bundesstraße 54, welche von der Kreisbahn mit benutzt wurde, zu erweitern. Ursprünglich war beabsichtigt, die Strecke zweigleisig auszubauen. Da ein separater Bahnkörper zu teuer und aus Sicht des Kreistages nicht unterzubringen war, beschloss man, nachdem der Oberleitungsbus als wirtschaftlicher und bis zu 30 % schneller angesehen wurde, die Linien 1 und 2 auf den Oberleitungsbus umzustellen. Die Umstellung geschah am 29. Mai 1952. Nachdem die Gleisanlagen weitestgehend abgebaut waren, bestand nur noch ein elektrischer Güterverkehr zwischen Langenau und Birlenbacher Hütte.
Nachdem der motorisierte Individualverkehr immer mehr zugenommen hatte, kamen die Linien 3 und 4 ebenfalls in die Diskussion. Am 28. Juli 1956 wurde die Linie 4 nach Kaan-Marienborn stillgelegt. Nachdem die Oberleitungen abgebaut waren, übernahmen Dieselloks den Güterverkehr auf dieser Strecke. Am 31. August 1956 wurde die Linie 3 nach Eisern eingestellt. Daraufhin begann der Ausbau der rund 1,4 Kilometer langen Ortsdurchfahrt in Eisern, bei der noch neue Gleise für die Linie 3 eingebaut wurden. Als der Ausbau beendet war, beschloss die Kreisbahn am 24. Februar 1959 aber, den Verkehr nicht wieder aufzunehmen.

### Zusammenfassung aller Kleinbahnen im Kreisgebiet
Anfang des Jahres 1949 übernahm die Siegener Kreisbahn die Aktienmehrheit der Freien Grunder Eisenbahn AG (FGE) und auch deren Betriebsführung. Die FGE wurde am 1. Januar 1970 vollständig in die Kreisbahn eingegliedert.
Am 27. Februar 1953 wurde die Eisern-Siegener Eisenbahn AG durch die Siegener Kreisbahn GmbH erworben.
Am 1. April 1955 übernahm man die Verwaltung der Kleinbahn Weidenau–Deuz GmbH, welche 1956 in den Besitz der Siegener Kreisbahn GmbH überging.

#### Güterverkehr: Rückzug mit Aufgabe der in Straßen verbauten Schienen
Nach Einstellung der Straßenbahn betrieb die Siegener Kreisbahn noch einige Jahre auf den Resten deren Schienennetzes Güterverkehr zwischen Geisweid und Buschhütten sowie zwischen Kaan-Marienborn und Eisern. Während der Abschnitt zwischen Geisweid und Buschhütten elektrisch betrieben wurde, verkehrten auf dem anderen Abschnitt anfangs Dampflokomotiven, welche nach und nach durch Dieselloks ersetzt wurden.
Am 1. August 1962 wurde der Anschluss an die Staatsbahn in Eiserfeld stillgelegt. Da dies aber zu einer starken Beeinträchtigung des Individualverkehrs auf der Bundesstraße 62 führte, wurde dieser Gleisanschluss am 29. Januar 1964 wiederhergestellt.
Da in den Jahren aber immer mehr Bergwerke und Stahlhütten stillgelegt wurden, welche die Hauptkunden des Güterverkehrs der Siegener Kreisbahn waren, wurden in der Folge etliche Abschnitte eingestellt.
- 1. April 1969: von Eisern nach Kohlenbach
- 31. Dezember 1970: von Kohlenbach nach Eiserfeld
- 31. Dezember 1971: vom Anschluss Rudolf Flender GmbH nach Eiserfeld

Am 31. Dezember 1973 wurden die übrig gebliebenen Abschnitte im Süden von Siegen eingestellt.
Da der Abschnitt vom Bahnhof Eintracht nach Kaan-Marienborn ebenfalls über die stark befahrenen Bundesstraßen 62 und 54 führte, richtete man in Kaan-Marienborn eine Gleisverbindung zur Bundesbahnstrecke von Gießen ein, so dass es auf beiden, vor allem aber an der Hauptkreuzung „Kochs Ecke“, keine Begegnung zwischen Auto- und Schienenverkehr in der Fahrbahnmitte mehr gab. In den 1980er Jahren wurde auch die Marienborner Straße ohne Gleise neu aufgebaut; die Gleise zwischen Bahnhof Eintracht und Anschluss Flender jedoch wurden erst in den 2010er Jahren neben die Eiserfelder Straße verlegt.

#### Kleinbahn Weidenau–Deuz
Ab dem 25. Juni 1962 ersetzte ein Schienenbus den Dampflokbetrieb auf der damaligen Kleinbahn Weidenau–Deuz und fuhr bis in das Jahr 1968. Grund der Einstellung waren die zurückgegangenen Fahrgastzahlen. Während man 1948 noch 2.500.000 und 1956 noch 1.850.000 Fahrgäste zählte, waren es 1968 nur noch 300.000. Somit kam auf diese Strecke der Omnibus zurück, der hier 1895 seine allererste Linie gehabt hatte.
Der Güterverkehr wurde 2004 hinter dem Werk der Firma Alstom (früher Waggon Union) in Netphen-Dreis-Tiefenbach stillgelegt und die Strecke dann durch den Bau der Umgehungsstraße in Netphen unterbrochen sowie im früheren Bahnhofsbereich Dreis-Tiefenbach überbaut.

#### Abgabe des Busverkehrs
Ein Jahr nach Umstellung aller Linien auf Dieselfahrzeuge wurde der gesamte Busverkehr der Siegener Kreisbahn 1970 ausgegliedert und zusammen mit der Kraftverkehr Olpe AG in die neuen Verkehrsbetriebe Westfalen-Süd, kurz VWS, eingebracht. Bis zum Verkauf der VWS an die Stadtwerke Bonn (SWB) im Jahre 2005 war die Kreisbahn Miteigentümerin der damaligen VWS AG und Inhaberin deren Immobilien. Auch heute besteht noch eine Kooperation zwischen den beiden Unternehmen. 

## Heutige Verkehrsleistungen

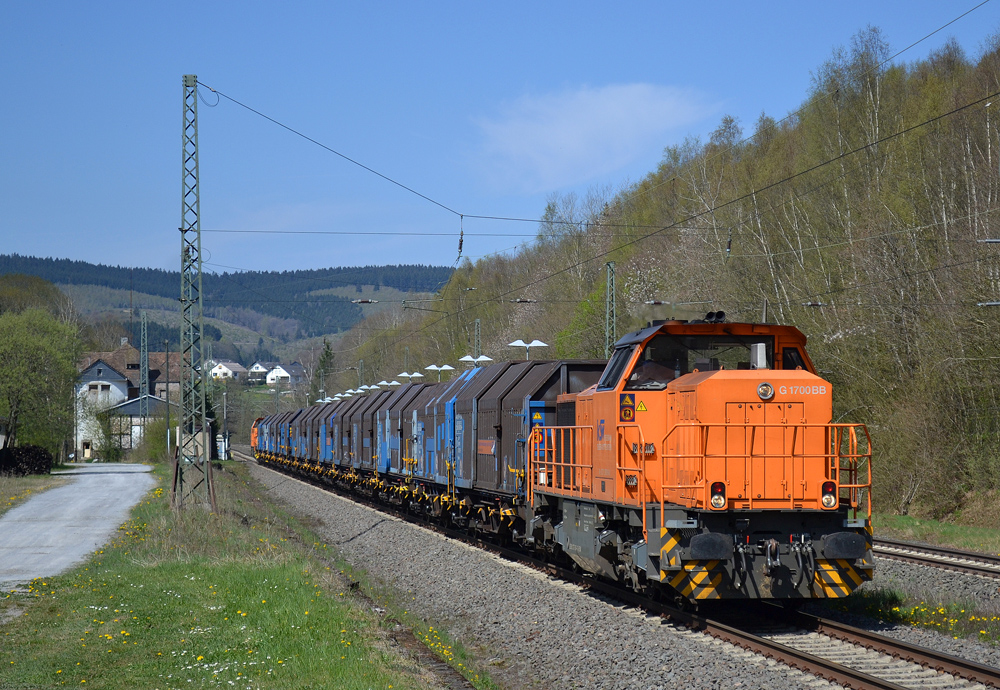
Ein Güterzug der Kreisbahn Siegen-Wittgenstein auf der Dillstrecke bei Dillbrecht (April 2015).

Die Kreisbahn Siegen-Wittgenstein verfügt über eine eigene Schieneninfrastruktur, auf der zahlreiche Firmenanschlüsse bedient werden, unter anderem Alstom, EMW Stahl Service GmbH und die Schäfer Werke. Auch andere Unternehmen nutzen die Infrastruktur der KSW, wie DB Cargo, Hessische Landesbahn und DB Regio.
Nach Einstellung der Kleinbahn Weidenau-Deuz und Ende der Beteiligung an der Hellertalbahn betreibt die KSW keinen eigenen Personenverkehr mehr, stellt aber für vereinzelte Leistungen ihr Personal auch für Dritte zur Verfügung, so dass einige ihrer Triebfahrzeugführer derzeit im Eifel-Westerwald-Sieg-Netz der Hessischen Landesbahn unterwegs sind.
Neben den Güterleistungen auf dem eigenen Streckennetz werden zahlreiche hiesige Leistungen in enger Kooperation mit DB Cargo gefahren. Ferner verfügt die Kreisbahn über vereinzelte überregionale Fahrten im Güterfernverkehr.
Auf der Transport logistic haben die Geschäftsführer der KSW und der Holzlogistik und Güterbahn GmbH (HLG) einen „Letter of Intent“ unterzeichnet, der eine Zusammenarbeit bei der Vermarktung von Instandhaltungskapazitäten und Gütertransportkapazitäten vorsieht.
Auf folgenden regionalen Strecken von DB InfraGO wird Güterverkehr betrieben:
- Kreuztal – Erndtebrück
- Kreuztal – Siegen – Betzdorf
- Betzdorf – Herdorf – Würgendorf
- (Dillenburg – Haiger –) Siegen Ost – Siegen-Weidenau – Siegen-Geisweid –Kreuztal
- Siegen – Finnentrop (vereinzelt)

Hinzu kommen, seit die benachbarte Westerwaldbahn GmbH ihren eigenen Güterverkehr 2017 stillgelegt hat:
- (Betzdorf –) Scheuerfeld – Bindweide (bei neuem Bedarf)
- Betzdorf – Au(Sieg) – Altenkirchen – Selters (Firma Schütz Behälterbau)

Einige Mitarbeiter und Fahrzeuge werden durch die Kooperation teilweise auch übergreifend eingesetzt. Beispielsweise stellt auf vereinzelten Diensten den Rangierbegleiter die Cargo AG und den Triebfahrzeugführer die KSW. Gelegentliche Bedienungsfahrten auf manchen Strecken sowie Anschlüssen der Kreisbahn werden durch die DB Cargo AG gefahren.
Der überwiegende Teil der Güterwagen verkehren bis zu den Bahnhöfen Kreuztal oder Betzdorf, von denen aus diese dann weiter in Richtung Köln und Hagen gefahren werden. Ein Großteil der Wagen durchläuft vorher noch den Bahnhof Eintracht, da die KSW im Besitz der einzigen funktionierenden Gleiswaage in der Umgebung ist.
Fahrten im Güterfernverkehr:
- Duisburg, Emden, Lippstadt, Bochum und Staufenberg-Mainzlar / Gießen (in Kooperation mit SBB Cargo)

Mit der Ertüchtigung des Containerterminals in Kreuztal möchte die KSW mehr eigenständige Fernverkehrsleistungen erbringen.
Alle Verkehre werden von der Betriebsleitstelle Eintracht aus disponiert, wo sich neben der Disposition und Verwaltung ein Lokdepot und die Werkstatt befinden. Die Disposition fungiert als Zugleiter, sofern die Fahrt nicht als Rangierfahrt geführt wird. Die KSW verfügt über folgende Einsatzstellen:
- Eintracht
- Herdorf
- Kreuztal

### Werkstatt
Im Bahnhof Eintracht wurde 2008 eine zweigleisige Werkstatthalle erbaut. 2015 wurde sie an die Hessische Landesbahn zur Wartung der auf der 3-Länder-Bahn eingesetzten Triebwagen verkauft. Als Ersatz wurde eine eingleisige Werkstatt und eine eingleisige Lokhalle neu errichtet und im April 2015 in Betrieb genommen.

### KV-Terminal Südwestfalen
Am 14. September 2018 wurde ein neuerrichtetes Terminal für den Kombinierten Verkehr in Kreuztal eröffnet. Es verfügt über zwei Umschlaggleise mit 225 m Länge. Es können jährlich ca. 45.000 Ladeeinheiten (Container, Wechselbrücken und Sattelauflieger) umgeschlagen werden.

### Holzverladestraße
Die Holzverladestraße der KSW im Bahnhof Eintracht ist die einzige im 50 Kilometer Umkreis für Ganzzuglängen und wurde 2022 mit der Förderung der Landesregierung befestiget. So kann Holz sicher von den Lkw auf Güterzüge verladen und schneller und in größerer Menge über die Schiene abtransportiert werden.

## Fahrzeuge
2025 besitzt die KSW unter anderem zwei Vossloh G 1000 BB, eine Vossloh G 1700 BB, eine Vossloh G 1700-2 BB, eine MaK G 1204 BB und eine Vossloh G 2000 BB. Am 11. Juni 2025 bestellte die KSW eine Siemens Vectron Dual Mode, die ab 2027 die Flotte ergänzen wird.

### Ehemalige Fahrzeuge der Kleinbahn
Für den Güterverkehr hatte die Kleinbahn zwei zweiachsige elektrische Lokomotiven, die 1908 von der Siegener Eisenbahnbedarf als Nummer 1–2 gebaut worden waren, die elektrische Ausrüstung stammte von SSW. Nach demselben Schema folgte 1925 eine vierachsige Drehgestelllokomotive mit der Bezeichnung Nummer 3.